# Douglas County (Oregon)
Douglas County ist ein County im US-Bundesstaat Oregon. Das U.S. Census Bureau hat bei der Volkszählung 2020 eine Einwohnerzahl von 111.201 ermittelt. Der Verwaltungssitz (County Seat) ist Roseburg.

## Geographie
Das County hat eine Fläche von 13.297 Quadratkilometern; davon sind 252 Quadratkilometer (1,89 Prozent) Wasserflächen.

## Geschichte
Das County ist benannt nach dem Politiker Stephen A. Douglas.

### Historische Objekte
In Lookingglass steht die historisch relevante James Wimer Octagonal Barn. Die achteckige Scheune befindet sich auf Nummer 1191 auf der Coos Bay Wagon Road. Die 1892 errichtete Scheune wurde am 2. Dezember 1985 vom National Register of Historic Places als historisches Denkmal mit der Nummer 85003039 aufgenommen.
49 Bauwerke und Stätten des Countys sind insgesamt im National Register of Historic Places (NRHP) eingetragen (Stand 8. Juni 2018).

## Demografische Daten

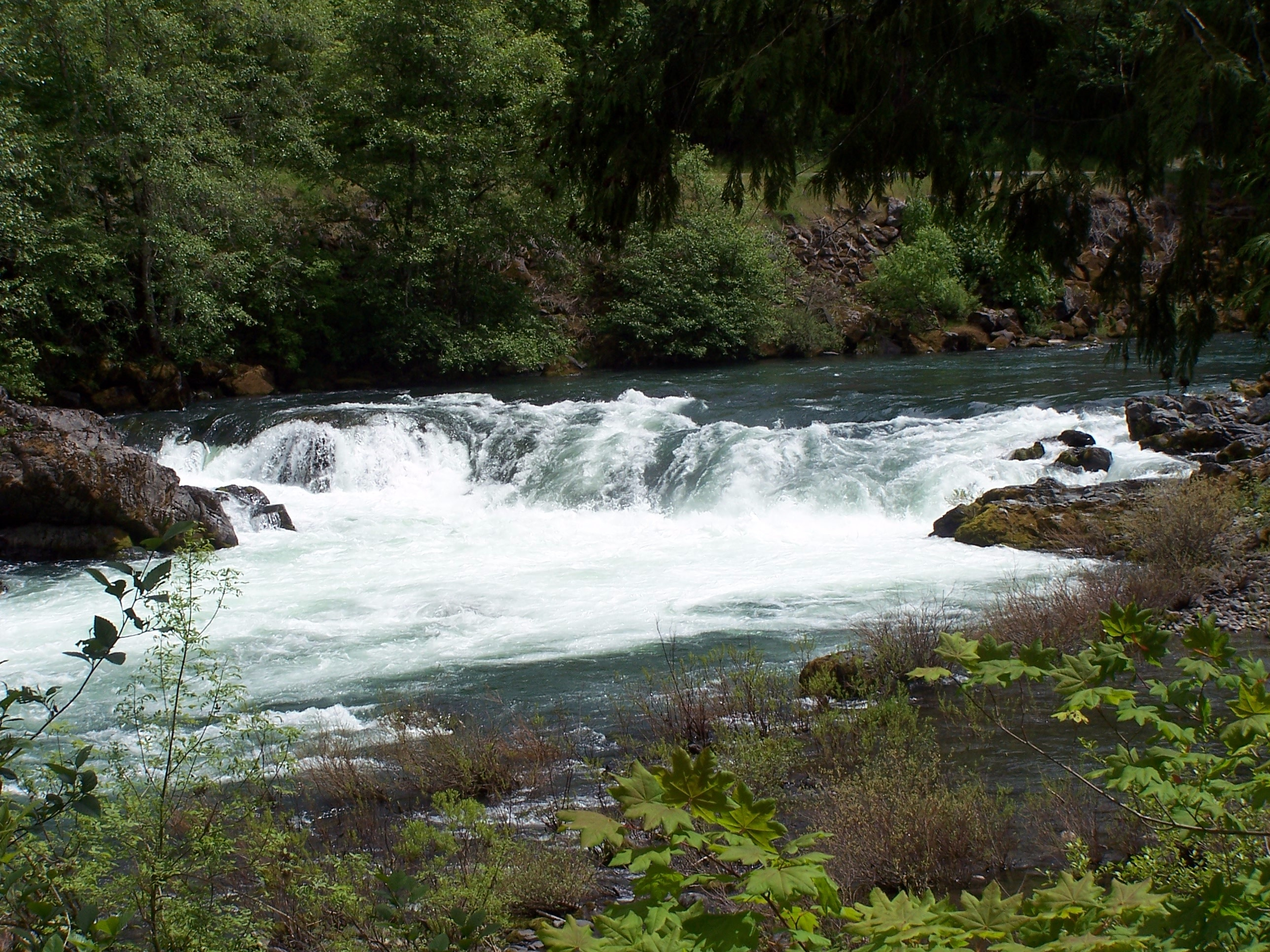
Wasserfall am North Umpqua River

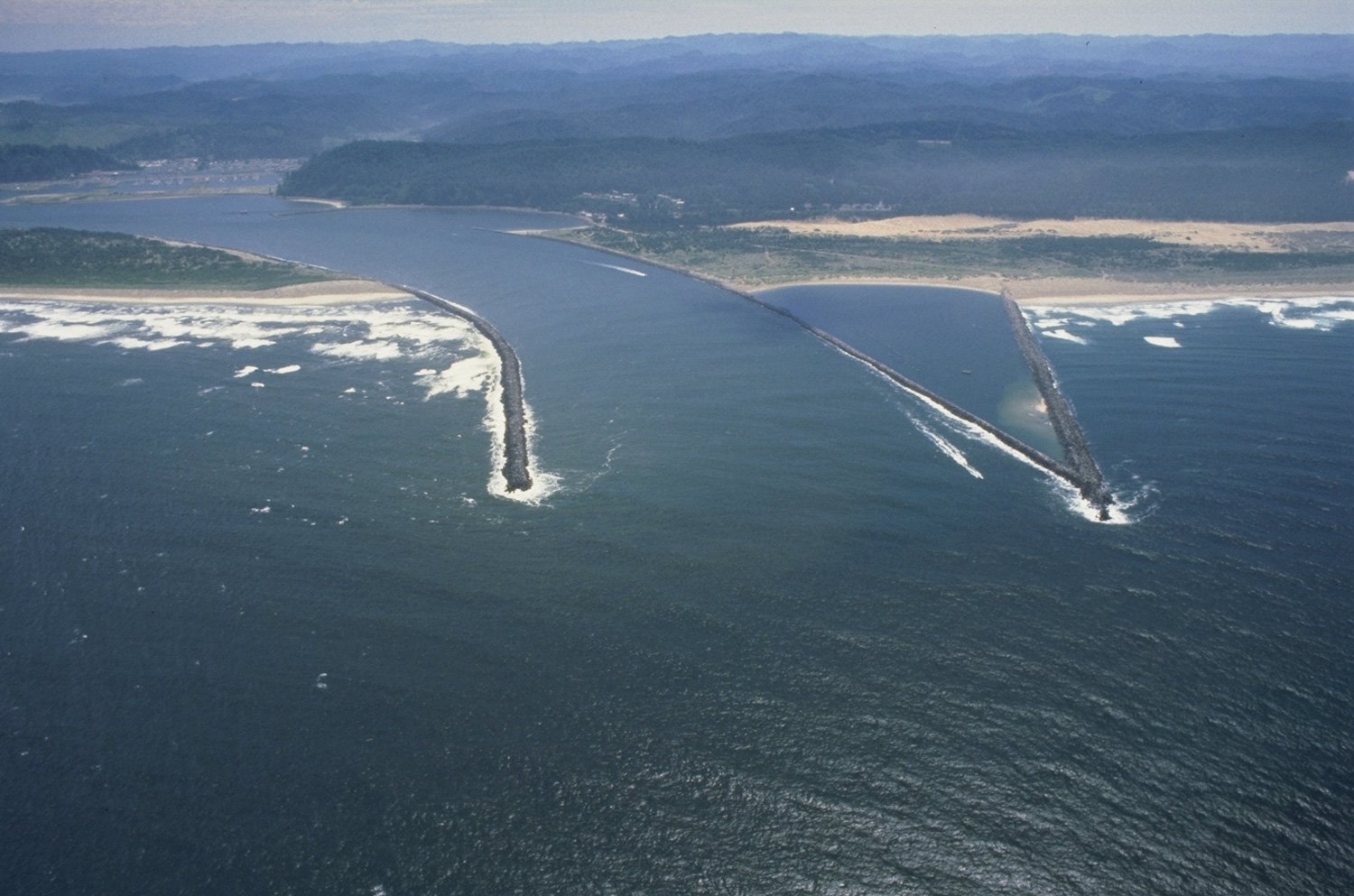
Mündung des Umpqua Rivers in den Pazifik

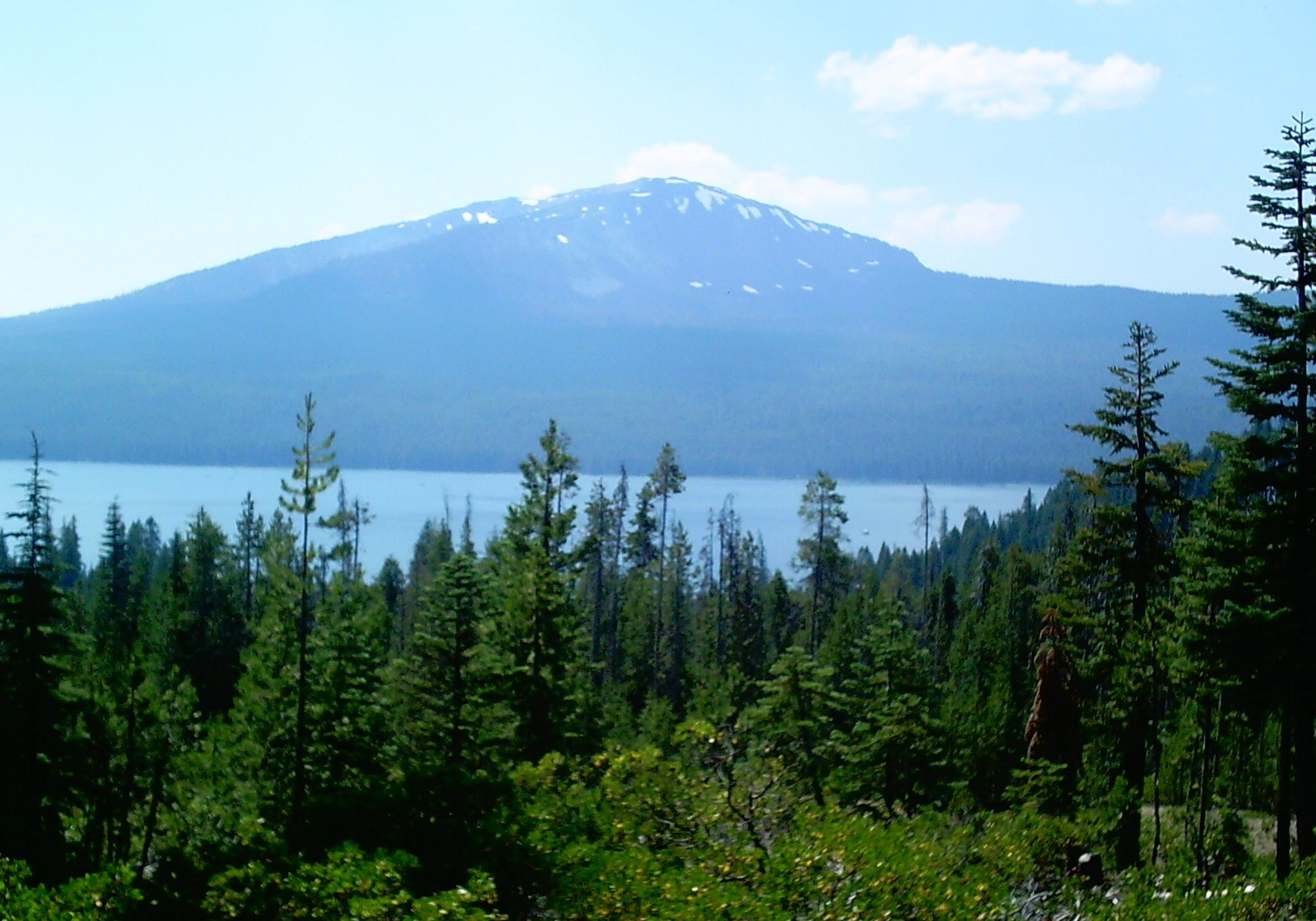
Mount Bailey

Nach der Volkszählung im Jahr 2000 lebten im County 100.399 Menschen. Es gab 39.821 Haushalte und 28.233 Familien. Die Bevölkerungsdichte betrug 8 Einwohner pro Quadratkilometer. Ethnisch betrachtet setzte sich die Bevölkerung zusammen aus 93,86 % Weißen, 0,18 % Afroamerikanern, 1,52 % amerikanischen Ureinwohnern, 0,63 % Asiaten, 0,09 % Bewohnern aus dem pazifischen Inselraum und 1,02 % Prozent aus anderen ethnischen Gruppen; 2,70 % stammten von zwei oder mehr ethnischen Gruppen ab. 3,27 % der Bevölkerung waren spanischer oder lateinamerikanischer Abstammung.
Von den 39.821 Haushalten hatten 29,10 % Kinder und Jugendliche unter 18 Jahre, die bei ihnen lebten. 57,20 % waren verheiratete, zusammenlebende Paare, 9,60 % waren allein erziehende Mütter. 29,10 % waren keine Familien. 23,90 % waren Singlehaushalte und in 11,00 % lebten Menschen im Alter von 65 Jahren oder darüber. Die Durchschnittshaushaltsgröße betrug 2,48 und die durchschnittliche Familiengröße lag bei 2,9 Personen.
Auf das gesamte County bezogen setzte sich die Bevölkerung zusammen aus 24,00 % Einwohnern unter 18 Jahren, 7,50 % zwischen 18 und 24 Jahren, 24,20 % zwischen 25 und 44 Jahren, 26,40 % zwischen 45 und 64 Jahren und 17,80 % waren 65 Jahre alt oder darüber. Das Durchschnittsalter betrug 41 Jahre. Auf 100 weibliche Personen kamen 96,80 männliche Personen, auf 100 Frauen im Alter ab 18 Jahren kamen statistisch 94,20 Männer.

Das jährliche Durchschnittseinkommen eines Haushalts betrug 33.223 USD, das Durchschnittseinkommen der Familien betrug 39.364 USD. Männer hatten ein Durchschnittseinkommen von 32.512 USD, Frauen 22.349 USD. Das Prokopfeinkommen betrug 16.581 USD. 13,10 % der Bevölkerung und 9,60 % der Familien lebten unterhalb der Armutsgrenze. 16,60 % davon waren unter 18 Jahre und 9,20 % waren 65 Jahre oder älter.